# 壁仞科技
壁仞科技是一家位于上海的计算机图形芯片设计公司。公司自成立以来接受来自高瓴创投、启明创投、IDG资本的多轮融资。
公司创始人张文曾任职于商汤科技和映瑞光电。联合创始人徐凌杰曾任职于Nvidia，AMD和阿里云。

## 历史
2019年9月，张文，徐凌杰等人在上海创立壁仞科技。
2020年6月，壁仞科技完成A轮融资11亿元。
2021年3月，壁仞科技完成B轮融资近19亿元。
2022年8月，壁仞科技宣布研制成功2 PFlops的图形芯片BR100。BR100采用Chiplet技术和新一代接口PCIe 5.0。
2022年10月，台湾半导体设计制造公司台積電宣布暂停为壁仞科技生产图形芯片以遵守美国政府的限制令。
2023年10月17日，美国拜登政府将壁仞科技也纳入實體清單，对此壁仞科技表示強烈反對并寻求申述。
2024年1月，联合创始人徐凌杰宣布将离开壁仞科技。